# Eclíptica

Visto desde la órbita de la Tierra, el Sol parece moverse con respecto a las estrellas fijas, y la eclíptica es la trayectoria anual que sigue el Sol en la esfera celeste. Este proceso se repite en un ciclo que dura algo más de 365 días.

La eclíptica es la línea curva por la que parece discurrir el Sol alrededor de la Tierra, en su movimiento aparente visto desde la Tierra. Está formada por la intersección del plano de la órbita terrestre con la esfera celeste. Es la línea recorrida por el Sol a lo largo de un año respecto del «fondo inmóvil» de las estrellas. Su nombre proviene del latín ecliptĭca (linĕa), y este del griego ἐκλειπτική (ekleiptiké), relativo a los eclipses.
El plano de la eclíptica es el plano medio de la órbita de la Tierra alrededor del Sol. Contiene a la órbita de la Tierra alrededor del Sol y, en consecuencia, también al recorrido anual aparente del Sol observado desde la Tierra. Este plano se encuentra inclinado 23°26′10.3″ con respecto al plano del ecuador terrestre.
Formalmente, el plano de la eclíptica es el plano perpendicular al momento angular del sistema Tierra-Luna en su movimiento alrededor del Sol que pasa por el centro de la Tierra, y la eclíptica la intersección de este plano con la esfera celeste.

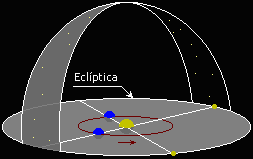
La órbita de la Tierra alrededor del Sol define el plano que contiene a la eclíptica y, por tanto, el del movimiento aparente del Sol visto desde la Tierra.

## Movimiento aparente del Sol
La eclíptica es la trayectoria aparente del Sol a lo largo de un año.
Dado que la Tierra tarda un año en orbitar alrededor del Sol, la posición aparente del Sol tarda un año en dar una vuelta completa a la eclíptica. Con algo más de 365 días en un año, el Sol se desplaza algo menos de 1° hacia el este cada día. Esta pequeña diferencia en la posición del Sol con respecto a las estrellas hace que cualquier punto concreto de la superficie terrestre alcance (y se sitúe directamente al norte o al sur) al Sol unos cuatro minutos más tarde cada día de lo que lo haría si la Tierra no orbitara; por tanto, un día en la Tierra dura 24 horas en lugar de las aproximadamente 23 horas y 56 minutos del día sideral. De nuevo, se trata de una simplificación, basada en una Tierra hipotética que orbita a velocidad uniforme alrededor del Sol. La velocidad real con la que la Tierra orbita alrededor del Sol varía ligeramente a lo largo del año, por lo que la velocidad con la que el Sol parece moverse a lo largo de la eclíptica también varía. Por ejemplo, el Sol está al norte del ecuador celeste durante unos 185 días de cada año, y al sur del mismo durante unos 180 días. La variación de la velocidad orbital explica parte de la ecuación del tiempo.
Debido al movimiento de la Tierra alrededor del centro de masa Tierra-Luna, la trayectoria aparente del Sol se tambalea ligeramente, con un período de aproximadamente un mes. Debido a otras perturbaciones por parte de los otros planetas del sistema solar, el baricentro Tierra-Luna se tambalea ligeramente alrededor de una posición media de forma compleja.

## Historia
Los antiguos llamaron eclíptica a la línea del cielo en la que se producían los eclipses, que coincide con la línea del recorrido aparente anual del Sol a través de las constelaciones del zodíaco. La cosmología de la Antigüedad describía el movimiento del Sol animado de dos movimientos, uno diario de este a oeste y otro directo, de 1° diario hacia el este, cuya proyección sobre la esfera celeste denominaron eclíptica.
El plano de la eclíptica está inclinado respecto del plano del ecuador. La oblicuidad de la eclíptica fue medida por el astrónomo griego Eratóstenes en el siglo III a. C., dándole un valor de 23°51′19″, aunque algunos historiadores sugieren que el cálculo de este fue de 24°, debiéndose el dato a posteriores observaciones de Claudio Ptolomeo.

## Relación con el ecuador celeste

El plano de la órbita de la Tierra proyectado en todas las direcciones forma el plano de referencia conocido como eclíptica. Aquí se muestra proyectada hacia el exterior (gris) de la esfera celeste, junto con el ecuador de la Tierra y el eje polar (verde). El plano de la eclíptica interseca la esfera celeste a lo largo de un gran círculo (negro), el mismo círculo sobre el que parece moverse el Sol cuando la Tierra orbita a su alrededor. Las intersecciones de la eclíptica y el ecuador en la esfera celeste son los equinoccios vernal y otoñal (rojo), donde el Sol parece cruzar el ecuador celeste.

Debido a que el eje de rotación de la Tierra no es perpendicular a su plano orbital, el plano ecuatorial de la Tierra no es coplanar con el plano de la eclíptica, sino que está inclinado con respecto a él un ángulo de unos 23°. 4°, lo que se conoce como oblicuidad de la eclíptica. Si el ecuador se proyecta hacia el exterior de la esfera celeste, formando el ecuador celeste, cruza la eclíptica en dos puntos conocidos como los equinoccios. El Sol, en su movimiento aparente a lo largo de la eclíptica, cruza el ecuador celeste en estos puntos, uno de sur a norte, el otro de norte a sur. El cruce de sur a norte se conoce como el equinocciovernal, también conocido como el primer punto de Aries y el nodo ascendente de la eclíptica en el ecuador celeste. El cruce de norte a sur es el  equinoccio austral o nodo descendente.
La orientación de la eje de la Tierra y el ecuador no son fijos en el espacio, sino que giran alrededor del polos de la eclíptica con un periodo de unos 26 000 años, proceso conocido como precesión lunisolar, ya que se debe principalmente al efecto gravitatorio de la Luna y el Sol sobre la protuberancia ecuatorial de la Tierra. Asimismo, la propia eclíptica no es fija. Las perturbaciones gravitatorias de los demás cuerpos del sistema solar provocan un movimiento mucho menor del plano de la órbita terrestre y, por tanto, de la eclíptica, conocido como precesión planetaria. La acción combinada de estos dos movimientos se denomina precesión general, y cambia la posición de los equinoccios en unos 50 segundos de arco (unos 0,014°) al año.
Una vez más, se trata de una simplificación. Los movimientos periódicos de la Luna y los movimientos periódicos aparentes del Sol (en realidad de la Tierra en su órbita) causan oscilaciones periódicas de pequeña amplitud a corto plazo del eje de la Tierra y, por tanto, del ecuador celeste, lo que se conoce como nutación.
Esto añade un componente periódico a la posición de los equinoccios; las posiciones del ecuador celeste y del equinoccio (vernal) con precesión y nutación totalmente actualizadas se denominan ecuador y equinoccio verdaderos; las posiciones sin nutación son el ecuador y equinoccio medios.

## Oblicuidad de la eclíptica
La oblicuidad de la eclíptica es el término utilizado por los astrónomos para designar la inclinación del ecuador de la Tierra con respecto a la eclíptica, o del eje de rotación de la Tierra con respecto a una perpendicular a la eclíptica. Es de unos 23,4° y actualmente disminuye 0,013 grados (47 segundos de arco) cada cien años debido a perturbaciones planetarias.
El valor angular de la oblicuidad se halla mediante la observación de los movimientos de la Tierra y otros planetas a lo largo de muchos años. Los astrónomos producen nuevas efemérides fundamentales a medida que mejora la precisión de la observación y aumenta la comprensión de la dinámica, y a partir de estas efemérides se derivan diversos valores astronómicos, incluida la oblicuidad.

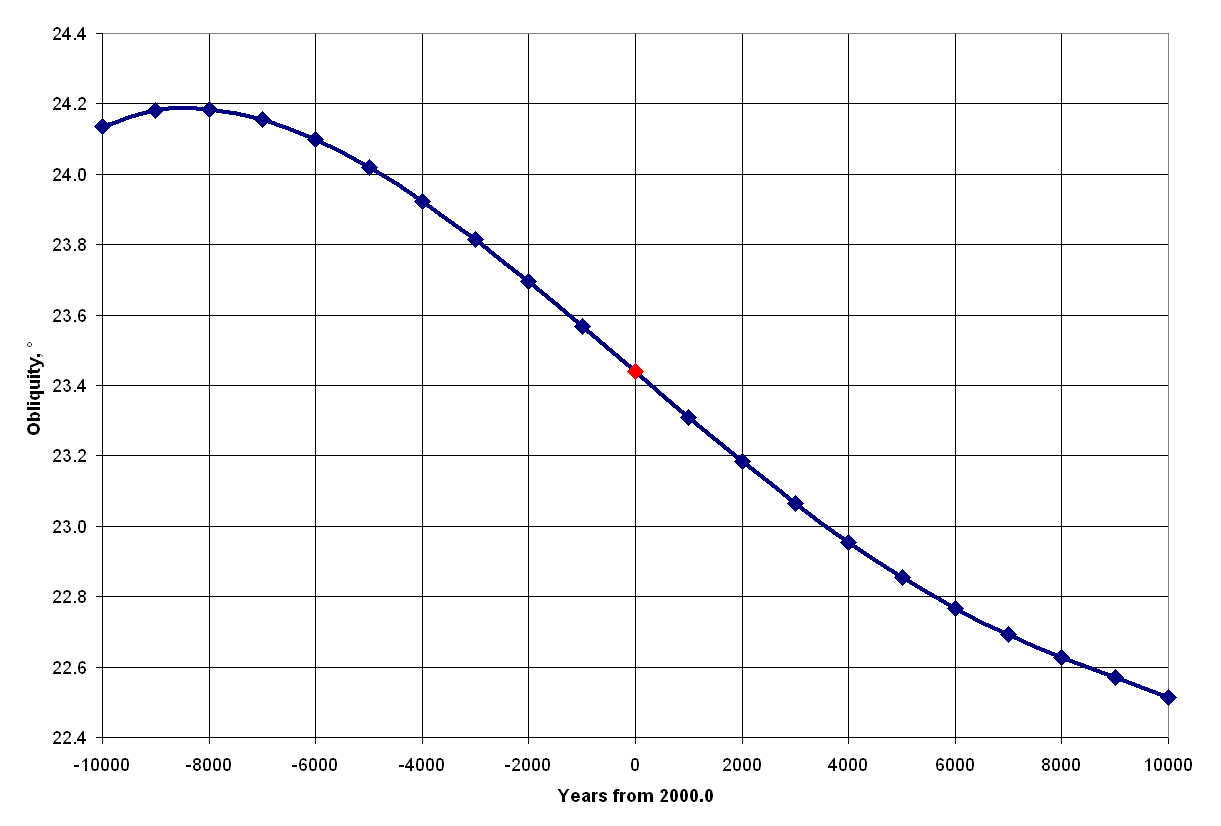
Oblicuidad de la eclíptica durante 20 000 años, de Laskar (1986). Nótese que la oblicuidad varía sólo de 24,2º a 22,5º durante este tiempo. El punto rojo representa el año 2000.

Hasta 1983, la oblicuidad para cualquier fecha se calculaba a partir de la obra de Newcomb, que analizó las posiciones de los planetas hasta aproximadamente 1895:
ε = 23°27′08.26″ − 46.845″ T − 0.0059″ T2 + 0.00181″ T3
donde ε es la oblicuidad y T es siglos tropicales desde B1900.0 hasta la fecha en cuestión..
A partir de 1984, la serie de efemérides generadas por ordenador Jet Propulsion Laboratory's DE series sustituyó a las efemérides fundamentales del Almanaque Astronómico. Se calculó la oblicuidad basada en la DE200, que analizaba las observaciones de 1911 a 1979:
ε = 23°26′21.45″ − 46.815″ T − 0.0006″ T2 + 0.00181″ T3
donde en adelante T es siglos julianos de J2000.0.
Las efemérides fundamentales del JPL se actualizan continuamente. El Almanaque Astronómico de 2010 especifica:
ε = 23°26′21.406″ − 46.836769″ T − 0.0001831″ T2 + 0.00200340″ T3 − 0.576×10−6″ T4 − 4.34×10−8″ T5
Estas expresiones para la oblicuidad están pensadas para una gran precisión en una distancia temporal relativamente corta, quizá de varios siglos. J. Laskar calculó una expresión por encargo
T10 bueno a 0,04″/1000 años a lo largo de 10 000 años.
Todas estas expresiones se refieren a la oblicuidad media, es decir, sin incluir la nutación del ecuador. La oblicuidad verdadera o instantánea incluye la nutación.

## La eclíptica y la Tierra
La eclíptica se interseca con el plano del ecuador celeste en dos puntos opuestos denominados equinoccios. Cuando el sol aparece por los equinoccios, las duraciones del día y de la noche son iguales entre sí (12 horas aproximadamente) e iguales en todos los puntos de la Tierra, excepto para las zonas polares. Los puntos de la eclíptica en los que el Sol está más alejados del plano del ecuador se denominan solsticios. En esos puntos, las duraciones de día y de la noche son máximas o mínimas. Es precisamente la falta de perpendicularidad entre el eje de rotación propio de la Tierra y el plano de la eclíptica la responsable de las estaciones.

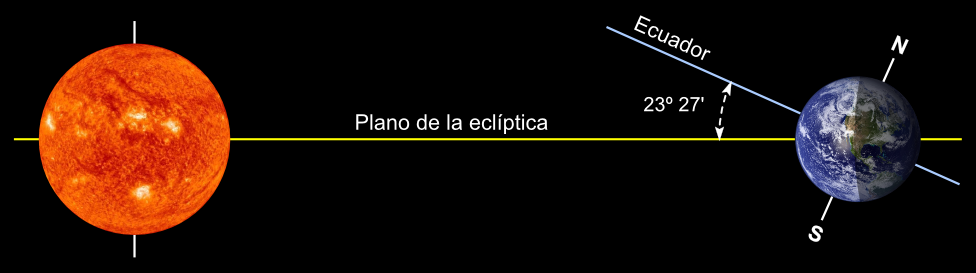
Posición del sol y la Tierra en el solsticio de diciembre. Se observa el plano del ecuador inclinado respecto al plano de la eclíptica.

## La eclíptica y el Sol
Al transcurrir cerca de 365,25 días al año y tener 360° una circunferencia, el Sol aparenta recorrer aproximadamente casi un grado cada día a lo largo de la eclíptica. Este movimiento es de oeste a este y opuesto al movimiento de este a oeste de la esfera celeste.

## La eclíptica y la Luna

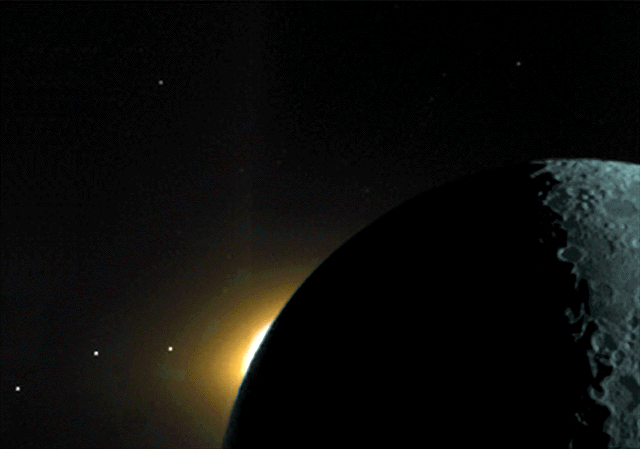
En la foto, tomada en 1994 por la sonda lunar Clementine, se aprecia en primer plano la Luna iluminada por el reflejo de la Tierra, el Sol asomando por detrás y a su izquierda, prácticamente alineados Saturno, Marte y Mercurio.

La órbita de la Luna está inclinada aproximadamente 5° respecto de la eclíptica. Si durante la luna nueva o luna llena, esta cruza la eclíptica, se produce un eclipse, de sol o de luna respectivamente.

## La eclíptica y los planetas
Las órbitas de la mayor parte de los planetas del sistema solar están contenidas en la eclíptica o muy próximas a ella (excepto Plutón considerado planeta anteriormente), ya que nuestro sistema solar se formó a partir de un gigantesco disco de materia, de modo que, tal como muestra la fotografía, en el cielo se aprecia que su desplazamiento ocurre próximo a la eclíptica por la que aparenta moverse el sol.

## La eclíptica y las constelaciones

Posición de las constelaciones del zodiaco representado en la bóveda celeste.

En cualquier época del año se nos muestran durante la noche las estrellas situadas en el lado opuesto al Sol, ya que cuando la Tierra gira y se hace de día, por efecto de la luz solar, las estrellas situadas en su misma dirección permanecen ocultas a nuestra vista. Las constelaciones, a medida que la Tierra orbita alrededor del Sol, van desplazándose en el cielo nocturno a lo largo del año, desapareciendo de nuestra vista y volviendo a aparecer en la misma posición justo un año después.
Tal cosa sucede, sin embargo, en las cercanías de la eclíptica, ya que a medida que alejamos nuestra mirada de dicho plano, sea al sur o al norte (según el hemisferio en el que nos encontremos), el movimiento de las estrellas con el paso de los días y meses es cada vez menor, llegando a permanecer virtualmente inmóviles a lo largo del año en las proximidades de los polos celestes como lo está la Osa Menor visible en el hemisferio norte, referencia que ha permitido a los navegantes durante siglos alejarse de las peligrosas costas durante la noche manteniendo el rumbo hacia puerto seguro.
Por convención, la eclíptica está dividida en 12 zonas, en las que están situadas las 12 constelaciones que constituyen el zodiaco, de forma que cada mes el Sol recorre una de las constelaciones que corresponden a los signos del zodíaco, precisamente aquel que no vemos durante la noche.
Hay quienes sostienen que el sol atraviesa 13 constelaciones reales, las doce zodiacales más conocidas y Ofiuco que es una constelación que el Sol recorre entre el 29 de noviembre y el 17 de diciembre; por lo que debería agregarse un signo al zodíaco. Esto confunde los principios de la astrología con la astronomía. Hay doce signos astrológicos por una necesidad de armonía matemática de dividir el espectro del cielo en doce zonas, como sucede con el espectro musical, y no por la presencia de las constelaciones. El agrupamiento de estrellas que designamos como Piscis, por ejemplo, no se corresponde con el signo astrológico que lleva el mismo nombre. Por lo que podemos dibujar nuevas constelaciones en el plano de la eclíptica, pero siempre serán doce signos.

## La eclíptica y el fondo cósmico de microondas

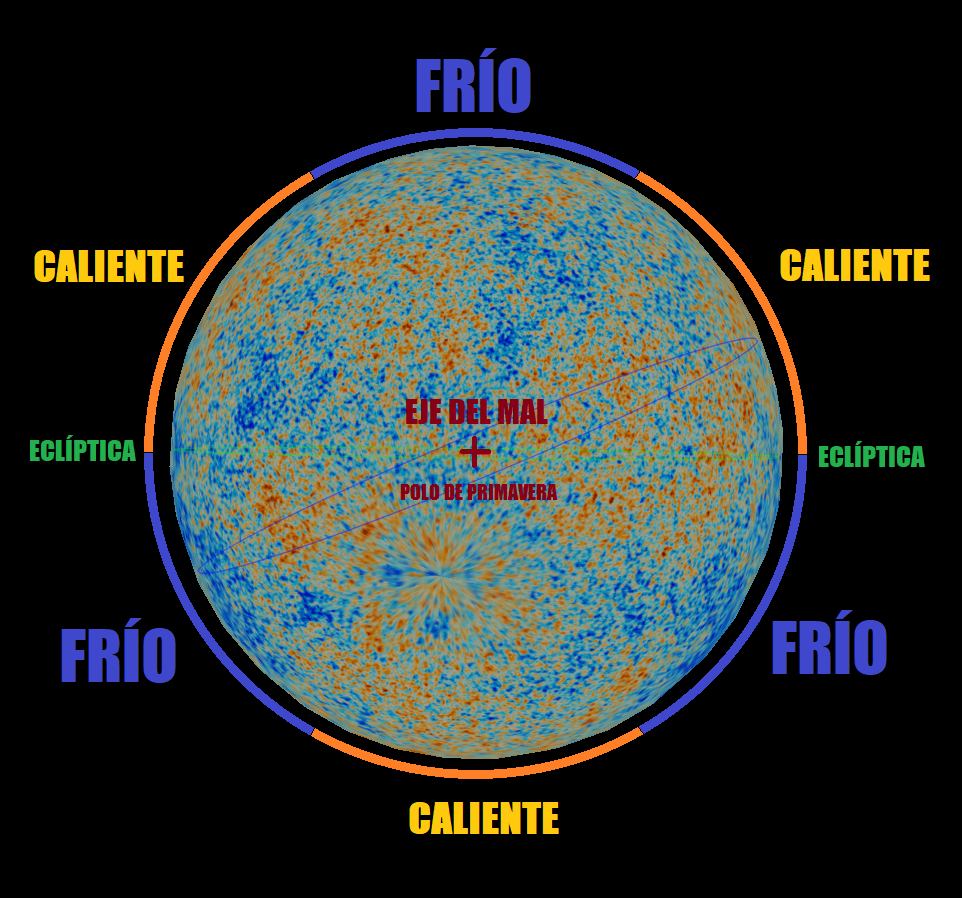
Imagen del universo observable y el fondo cósmico de microondas en la misma dirección que el Eje del Mal (cruz roja al centro de la imagen) y que apunta a una región cercana donde ocurre el equinoccio de primavera o en una dirección cercana entre la constelación de piscis y acuario. Se puede distinguir un patrón tendiente al patrón octopolar. La esfera está colocada en el mismo plano de la eclíptica que la recorre de lado a lado.

Se pudiera describir que la circunferencia de la eclíptica es atravesada por dos ejes, uno que va de solsticio de verano al solsticio de invierno y otro eje que va del equinoccio de primavera al equinoccio de otoño. Los científicos han descubierto una extraña coincidencia o anomalía en el fondo cósmico de microondas llamado «Eje del Mal» que tiene un recorrido y proyección en el plano celeste muy parecido al eje que va de equinoccio a equinoccio atravesando el universo de lado a lado revelando en el fondo cósmico de microondas un patrón muy semejante al patrón octopolar y coincidiendo de manera muy parecida con los ejes del cuadrupolo y del octopolo. Esta anomalía del fondo cósmico, donde pareciera de algún modo colocarnos en el centro del universo, ha servido para replantear teorías cosmológicas a favor de alguna modalidad atenuada del principio antrópico y en contra del principio de Copérnico. No obstante, otros autores argumentan solo es una coincidencia que no causa que se replanteen los principios cosmológicos antes mencionados.